# Jan z Kolonii
Jan z Kolonii także Jan Heer (ur. w Niemczech, zm. 9 lipca 1572 w Brielle w Holandii) – kapłan dominikanin, męczennik, święty Kościoła katolickiego, jeden z męczenników z Gorkum.

## Życiorys
Przebywał w klasztorze dominikańskim w Kolonii, kiedy poprosił swoich przełożonych o pozwolenie na wyjazd do pracy duszpasterskiej w Holandii. Chciał wspomagać tamtejsze duchowieństwo katolickie wobec rozprzestrzeniającego się kalwinizmu. Był proboszczem w Hoornaar, kiedy gezowie zdobyli Brielle, Vlissingen, Dortrecht i Gorkum. Jan z Kolonii został wraz z innymi duchownymi z Gorkum i okolicy pojmany i torturowany. Próbowano wymusić na zakonnikach i pojmanych z nimi księżach diecezjalnych odstępstwo od wiary w prawdziwą obecność Chrystusa w Eucharystii i prymat papieża w Kościele. Chociaż po interwencji mieszkańców Gorkum książę Wilhelm Orański nakazał zwolnienie aresztowanych, Willem II van der Marck, przywódca gezów, kazał wszystkich powiesić.
Został beatyfikowany wraz z grupą pozostałych męczenników z Gorkum 14 listopada 1675 przez papieża Klemensa X. Kanonizował go w Rzymie Pius IX 29 czerwca 1867.
Dominikanie obchodzą wspomnienie liturgiczne św. Jana z Kolonii i pozostałych męczenników z Gorkum 9 lipca.